# Suillus
Chi Nấm thông (danh pháp khoa học: Suillus) là một chi nấm trong họ Suillaceae. Các loài trong chi có liên quan đến cây thuộc họ Thông và chủ yếu phân bố tại các địa điểm ôn đới ở Bắc bán cầu, mặc dù một số loài đã được du nhập đến Nam bán cầu.

## Loài
Danh sách loài Suillus:
- S. acerbus
- S. acidus
- S. albidipes
- S. albivelatus

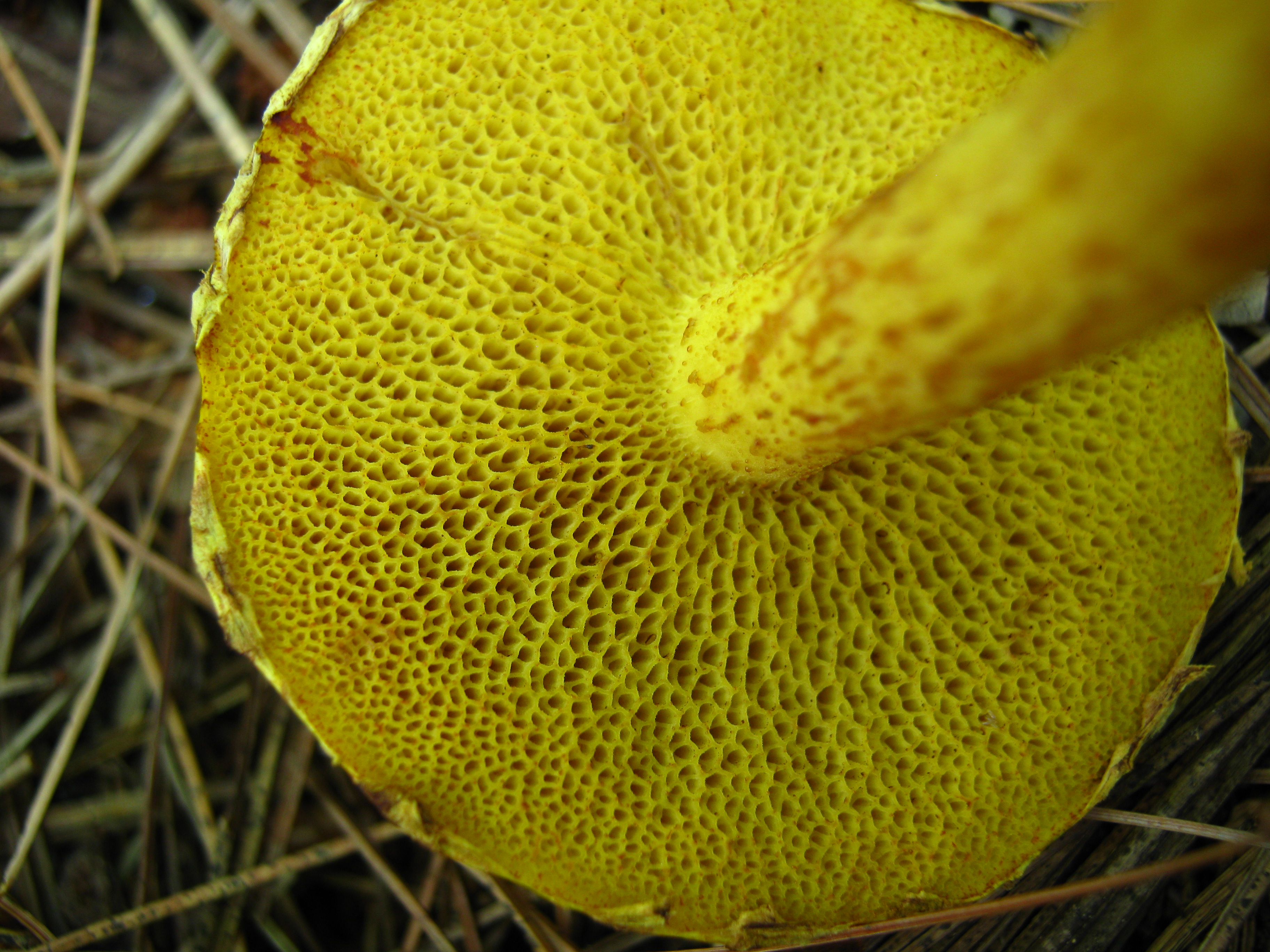
Suillus americanus

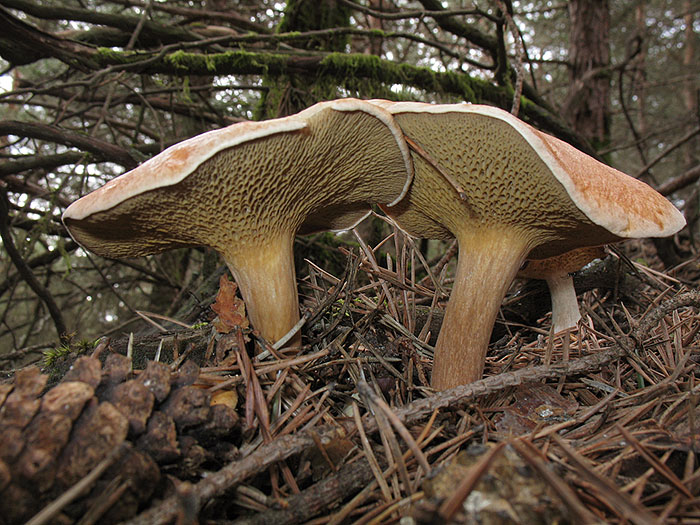
Suillus bovinus

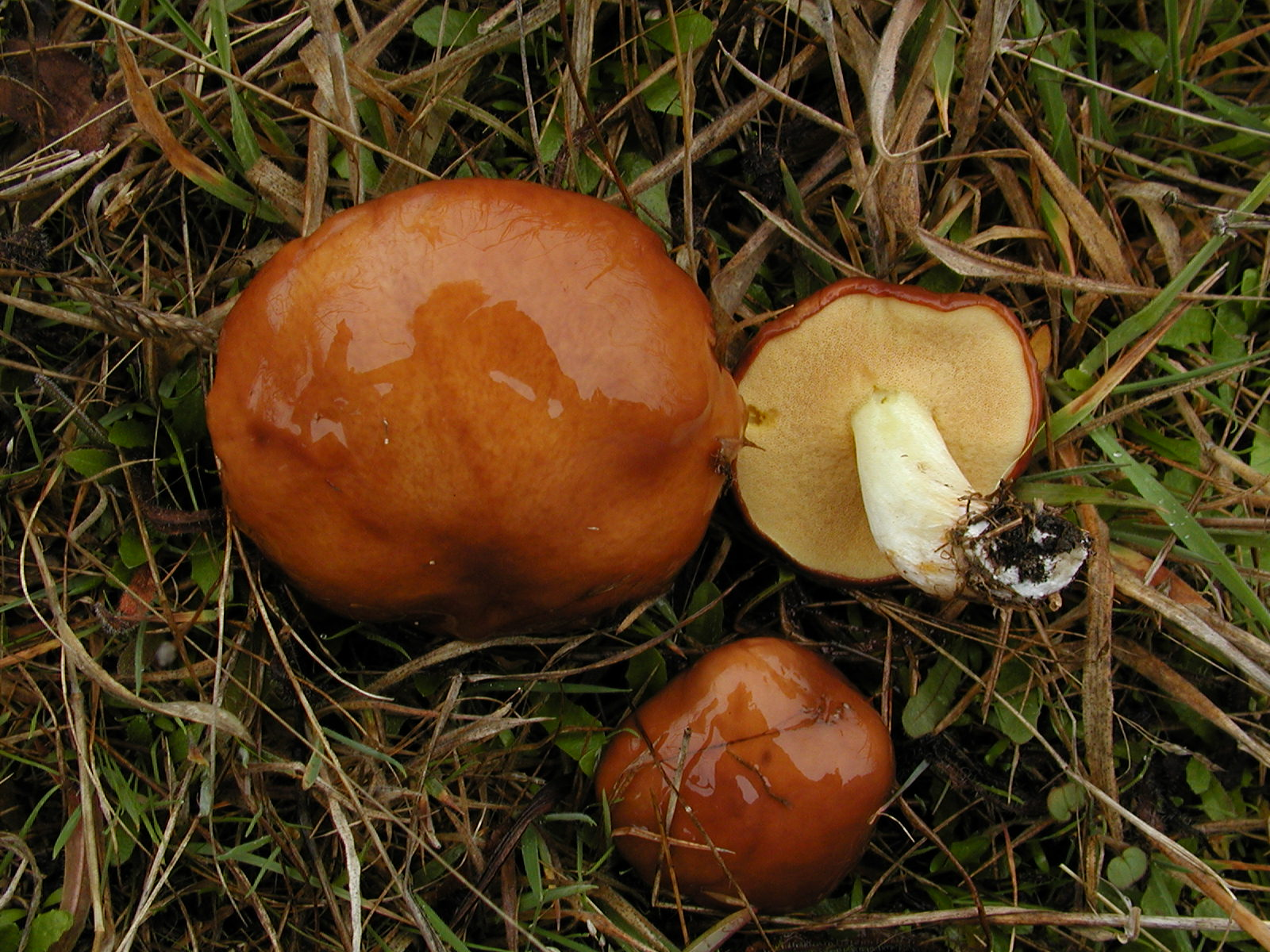
Suillus brevipes

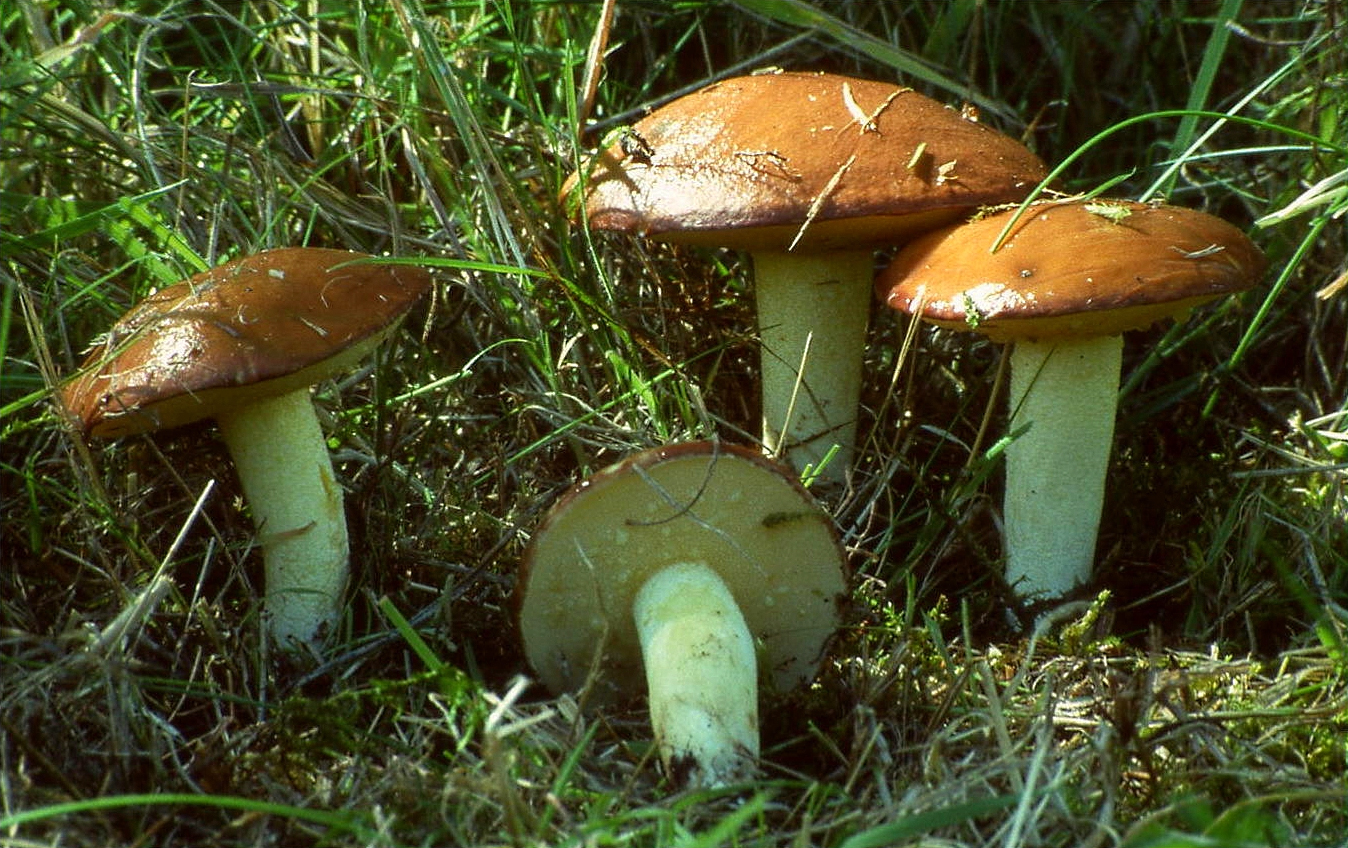
Suillus granulatus

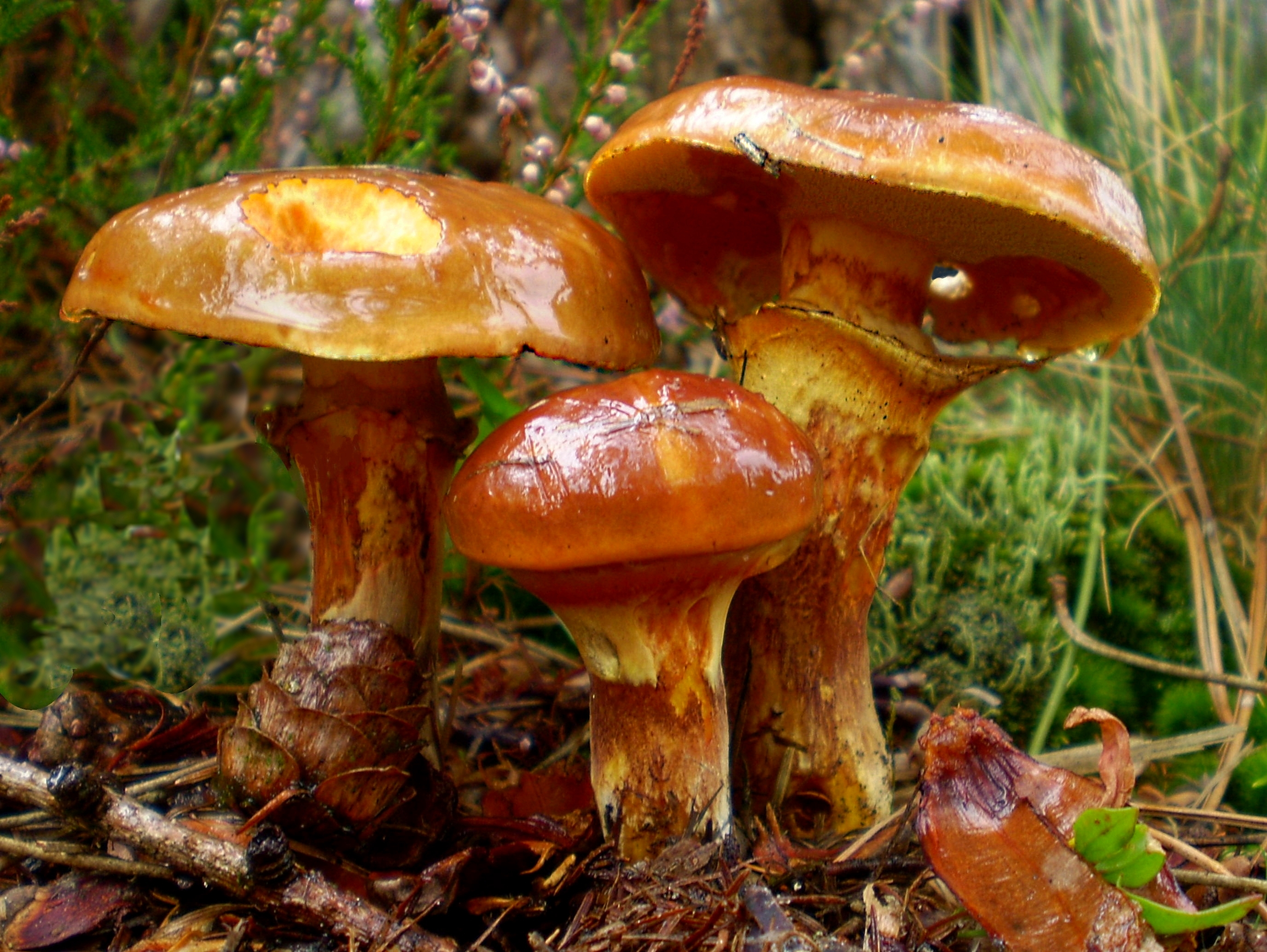
Suillus grevillei

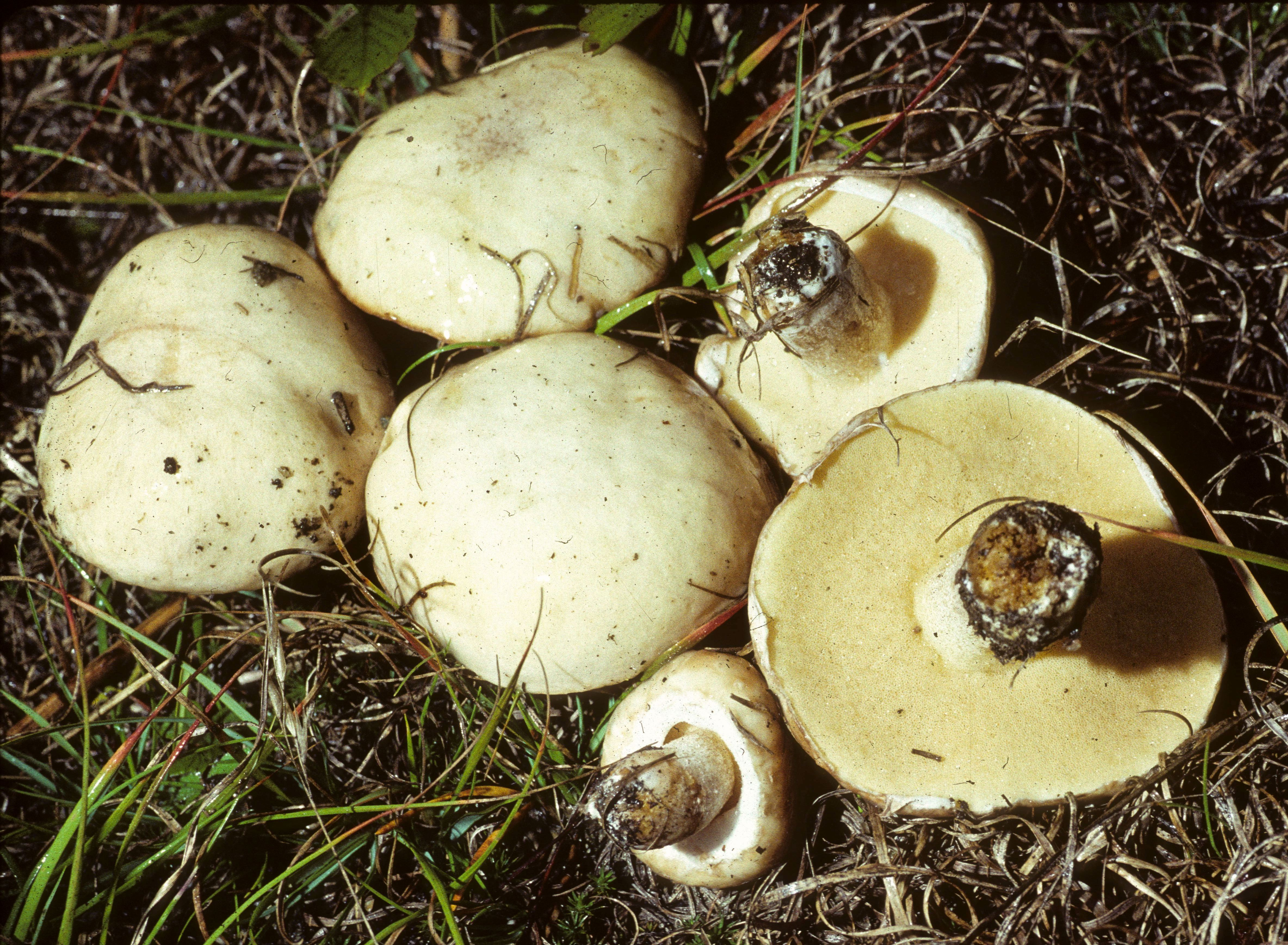
Suillus neoalbidipes

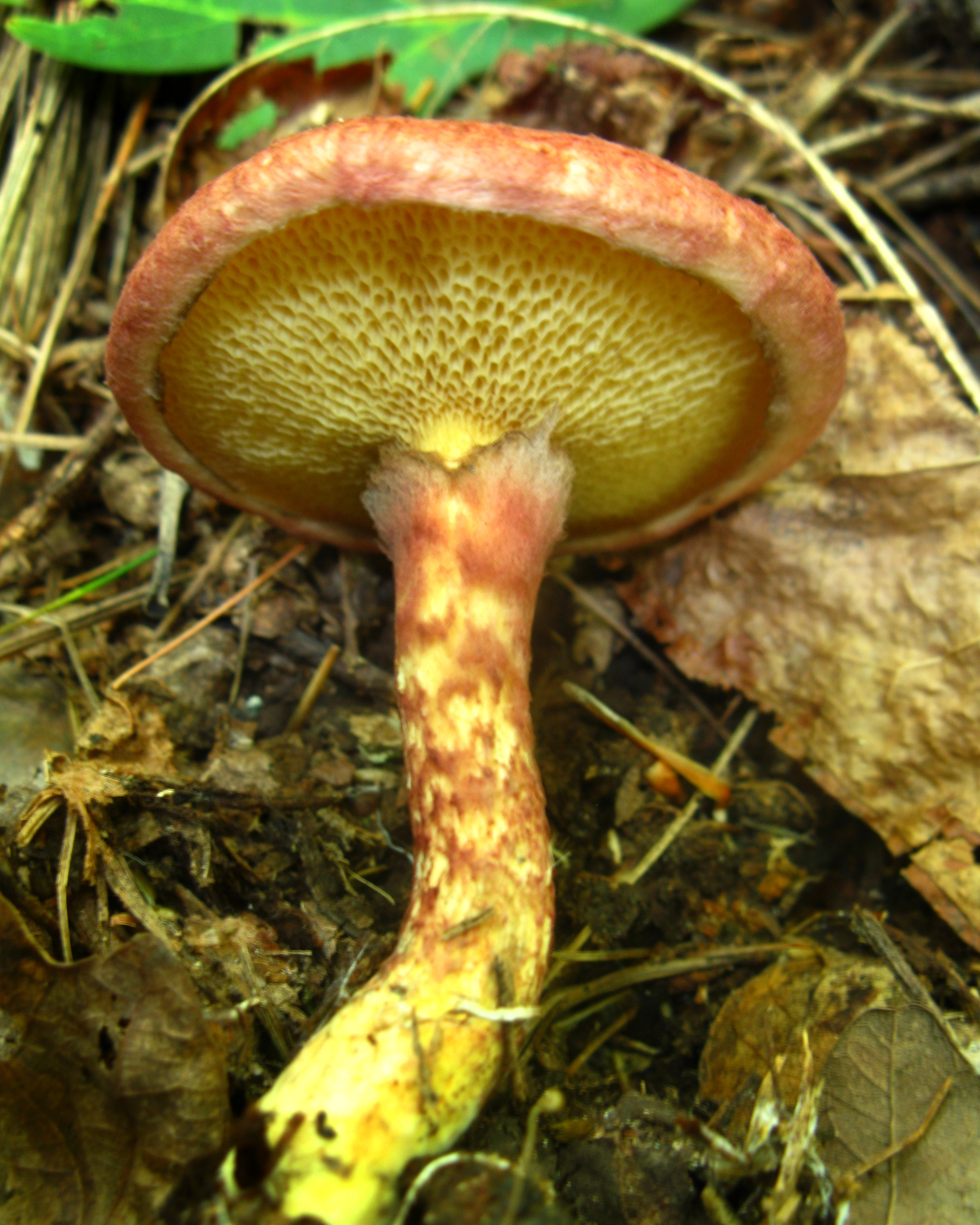
Suillus spraguei

- S. americanus - Chicken-fat Suillus
- S. anomalus
- S. appendiculatus
- S. asiaticus
- S. bellinii
- S. borealis
- S. bovinus - Jersey cow mushroom
- S. bresadolae var. flavogriseus
- S. brevipes – Short-stalked Suillus
- S. brunnescens
- S. caerulescens
- S. cavipes
- S. cavipoides[2] – China
- S. collinitus
- S. cothurnatus
- S. decipiens
- S. flavidus
- S. flavo-granulatus
- S. fuscotomentosus
- S. glandulosipes
- S. granulatus – Dotted-stalk Suillus
- S. grevillei - Larch Suillus, Larch bolete
- S. grisellus
- S. helenae
- S. hirtellus
- S. intermedius
- S. kaibabensis
- S. kunmingensis[2] – China
- S. lactifluus
- S. lakei - Western painted Suillus
- S. luteus - Slippery Jack (many Suillus species are called by this common name)
- S. mediterraneensis
- S. megaporinus
- S. neoalbidipes
- S. nueschii
- S. occidentalis
- S. ochraceoroseus
- S. pallidiceps
- S. pinetorum[3]
- S. pinorigidus
- S. placidus - White Suillus
- S. plorans
- S. ponderosus
- S. pseudoalbivelatus
- S. pseudobrevipes
- S. punctatipes
- S. punctipes
- S. pungens – Pungent Suillus
- S. quiescens[4] – USA
- S. salmonicolor
- S. serotinus
- S. sibiricus
- S. spraguei – Painted Suillus
- S. subacerbus
- S. subalpinus
- S. subalutaceus
- S. subaureus
- S. subluteus - Slippery Jill
- S. subolivaceus
- S. tomentosus – Tomentose Suillus
- S. tridentinus
- S. variegatus - Velvet bolete
- S. viscidus - Sticky bolete
- S. volcanalis
- S. wasatchicus
- S. weaverae